# Kineski muzej znanosti i tehnologije
Kineski muzej znanosti i tehnologije (kin. 中国科学技术馆) je nacionalni muzej znanosti i tehnologije, osnovan 1988. god. u Pekingu. 
Muzej znanosti i tehnologije ima pet stalnih izložbenih dvorana, uključujući „Raj znanosti“ smješten na prvom katu u sjeverozapadnom krilu, „Kineska slava“ na prvom katu, „Istraživanje i otkriće“ na drugom katu, „Sci-tech i život” na trećem katu i „Izazov i budućnosti” na četvrtom katu. Muzej na svojoj sadašnjoj lokaciji sadrži stalne i privremene izložbe, te organizira mnogo sadržaja za popularizaciju znanosti (učionice, laboratoriji, predavaonice, itd.), uključujući višenamjenske dvorane, privremenu izložbenu dvoranu i četiri kazališta posebne namjene (kazalište Dome, kazalište ogromnih ekrana, kino i film 4D kazalište).

## Povijest
Kineski muzej znanosti i tehnologije je osnovan 1988., a proširen je 2000. godine na lokaciji na sjevernom dijelu Pekinga, u ulici 3. obilaznice. Njegove aktivnosti uključivale su „popularne znanstvene izložbe, filmske emisije Astrovizije, obrazovne i izložbene programe temeljene na eksperimentima”.
U pripremi za Ljetne olimpijske igre u Pekingu 2008. godine započela je gradnja novih zgrada muzeja u Olimpijskom selu 2006. godine. Novi muzej otvoren je u rujnu 2009. godine, nakon što je sa svojih 40.000 četvornih metara proširen na 48.000 četvornih metara. Staro muzejsko mjesto zatvoreno je nekoliko godina prije nego što je započela obnova i proširenje početkom 2016. godine. Kada bude dovršen, objekt će se zvati „Pekinški znanstveni centar”.

## Vanjske poveznice
|  | Zajednički poslužitelj ima još gradiva o temi Kineski muzej znanosti i tehnologije |

- Službene stranice (engl.)

40°00′17″N 116°23′32″E / 40.00472°N 116.39222°E